# Третья положительная (телесериал)
«Третья положительная» (англ. B Positive) — американская комедия от Чака Лорри и американского телеканала CBS. Премьера сериала состоялась 5 ноября 2020 года.
Русский перевод не передаёт игру слов в названии, которое, кроме обозначения группы крови, звучит как "Будь позитивным".

## Сюжет
Сериал рассказывает о психотерапевте и недавно разведённом отце с B-положительной кровью, которому нужен донор почки. Когда он не может найти донора в своей семье, женщина из его прошлого предлагает ему одну из своих.
Ситком вдохновлен реальной историей создателя сериала Марко Пеннетта, который получил пересадку почки в 2013 году.

## В ролях

### Основной состав
- Томас Миддлдитч — Дрю Данбар
- Аннали Эшфорд — Джина Домбровски
- Сара Рю — Джулия
- Терренс Террелл — Илий
- Кетер Донохью — Габби

### Второстепенный состав
- Линда Лавин — Норма, один из пенсионеров, с которыми Джина работает в местном доме престарелых. Она вела большую жизнь и после смерти мужа стала лесбиянкой.

## Обзор сезонов
| Сезон | Сезон | Эпизоды | Дата показа     | Дата показа   | Рейтинг Нильсона | Рейтинг Нильсона       |
| Сезон | Сезон | Эпизоды | Премьера        | Финал         | Ранк             | Зрители США (миллионы) |
| ----- | ----- | ------- | --------------- | ------------- | ---------------- | ---------------------- |
|       | 1     | 18      | 5 ноября 2020   | 13 мая 2021   | 47               | 5.68                   |
|       | 2     | 16      | 14 октября 2021 | 10 марта 2022 | 43               | 5.69                   |

## Список эпизодов

### Сезон 1 (2020—2021)
| № общий | № в сезоне | Название                                  | Режиссёр       | Автор сценария | Дата премьеры   | Зрители в США (млн) |
| --- | ---------- | ----------------------------------------- | -------------- | --- | --------------- | ------------------- |
| 1 | 1          | «Пилот» «Pilot»                           | Джеймс Бёрроуз | Марко Пеннетте | 5 ноября 2020   | 5.14                |
| Дрю, недавно разведённый отец, обнаруживает, что ему нужна почка, и находит своего донора в последнем человеке, которого он когда-либо мог себе представить.                                    |            |                                           |                | |                 |                     |
| 2 | 2          | «Умри, Анализ» «Die Alysis»               | Джеймс Бёрроуз | История: Чак Лорри & Марко Пеннетте & Хайди Перлман Телеадаптация: Грег Мэлинс & Чак Лорри & Марко Пеннетте & Дэррин Брагг | 12 ноября 2020  | 4.90                |
| Когда состояние Дрю ухудшается, ему нужно убедиться, что Джина все еще серьезно относится к пожертвованию своей почки, и в итоге он делает ей предложение, от которого она не может отказаться. |            |                                           |                | |                 |                     |
| 3 | 3          | «Инородные тела» «Foreign Bodies»         | Джеймс Бёрроуз | История: Марко Пеннетте Телеадаптация:                                                                                     | 19 ноября 2020  | 5.20                |
| Пока Джина чувствует себя как дома в доме Дрю, Дрю начинает сомневаться, правильное ли он принял решение.                                                                                       |            |                                           |                | |                 |                     |
| 4 | 4          | «Боль в суставах» «Joint Pain»            | Ричи Кин       | История: Телеадаптация: | 3 декабря 2020  | 5.29                |
| После того, как Дрю проходит через трудное посредничество при разводе с Джулией, Джина преподносит ему сюрприз, чтобы поднять ему настроение.                                                   |            |                                           |                | |                 |                     |
| 5 | 5          | «Высокий фактор риска» «High Risk Factor» | Ричи Кин       | История: Телеадаптация: | 17 декабря 2020 | 4.60                |
| Дрю загружает приложение для отслеживания, чтобы следить за Джиной после того, как начинает беспокоиться о ее безрассудном поведении.                                                           |            |                                           |                | |                 |                     |
| 6 | 6          | «Open Heart Surgery»                      | Неизвестно     | Неизвестно | 21 января 2021  | 5.05                |
| 7 | 7          | «Phantom Limb»                            | Неизвестно     | Неизвестно | 11 февраля 2021 | 5.17                |
| 8 | 8          | «Integration Therapy»                     | Неизвестно     | Неизвестно | 18 февраля 2021 | 5.10                |
| 9 | 9          | «B Negative»                              | Неизвестно     | Неизвестно | 25 февраля 2021 | 5.19                |
| 10 | 10         | «B Negative Part 2»                       | Неизвестно     | Неизвестно | 4 марта 2021    | 5.06                |
| 11 | 11         | «Recessive Gina»                          | Неизвестно     | Неизвестно | 11 марта 2021   | 4.95                |
| 12 | 12         | «Canine Extraction»                       | Неизвестно     | Неизвестно | 1 апреля 2021   | 3.85                |
| 13 | 13         | «Inflammatory Response»                   | Неизвестно     | Неизвестно | 8 апреля 2021   | 3.80                |
| 14 | 14         | «Love Life Support»                       | Неизвестно     | Неизвестно | 15 апреля 2021  | 4.08                |
| 15 | 15         | «Miss Diagnosis»                          | Неизвестно     | Неизвестно | 22 апреля 2021  | 3.90                |
| 16 | 16         | «A Cute Asphyxiation»                     | Неизвестно     | Неизвестно | 29 апреля 2021  | 4.03                |
| 17 | 17         | «Transplanticipation»                     | Неизвестно     | Неизвестно | 6 мая 2021      | 4.13                |
| 18 | 18         | «Life Expectancy»                         | Неизвестно     | Неизвестно | 13 мая 2021     | 4.42                |

### Сезон 2 (2021—2022)
| № общий | № в сезоне | Название                               | Режиссёр   | Автор сценария | Дата премьеры   | Произв. код | Зрители в США (млн) |
| --- | ---------- | -------------------------------------- | ---------- | -------------- | --------------- | ----------- | ------------------- |
| 19 | 1          | «Love, Taxes and a Kidney»             | Неизвестно | Неизвестно     | 14 октября 2021 | T12.17251   | 3.95                |
| По мере того как Джина и Дрю приспосабливаются к жизни после операции, у Дрю развиваются романтические чувства к кому-то новому, и Джина получает неожиданные новости о смерти друга. |            |                                        |            |                |                 |             |                     |
| 20 | 2          | «Vermont, Switzerland and Connecticut» | Неизвестно | Неизвестно     | 21 октября 2021 | T12.17252   | 3.76                |
| 21 | 3          | «Bagels, Billiards and a Magic Show»   | Неизвестно | Неизвестно     | 28 октября 2021 | T12.17253   | 4.32                |
| 22 | 4          | «Baseball, Walkers and Wine»           | Неизвестно | Неизвестно     | 4 ноября 2021   | T12.17254   | 4.41                |
| 23 | 5          | «Novocaine, Bond and Bocce»            | Неизвестно | Неизвестно     | 11 ноября 2021  | T12.17255   | 4.03                |

## Производство

### Разработка
Официальная премьера телесериала состоялась 5 ноября 2020 года на телеканале CBS. 21 декабря телеканал CBS объявил о заказе дополнительных эпизодов к основному заказу, и расширил первый сезон до 18 серий. 15 мая 2021 года стало известно о продление телесериала на второй сезон. Премьера второго сезона состоится 7 октября 2021 года.
12 мая 2022 года телеканал CBS закрыл телесериал после двух сезонов.

### Съемки
Телесериал был снят на студии Warner Bros. в Бербанке, Калифорния, но действие происходят в Нью-Хейвене, Коннектикут.